# Dungeons & Dragons

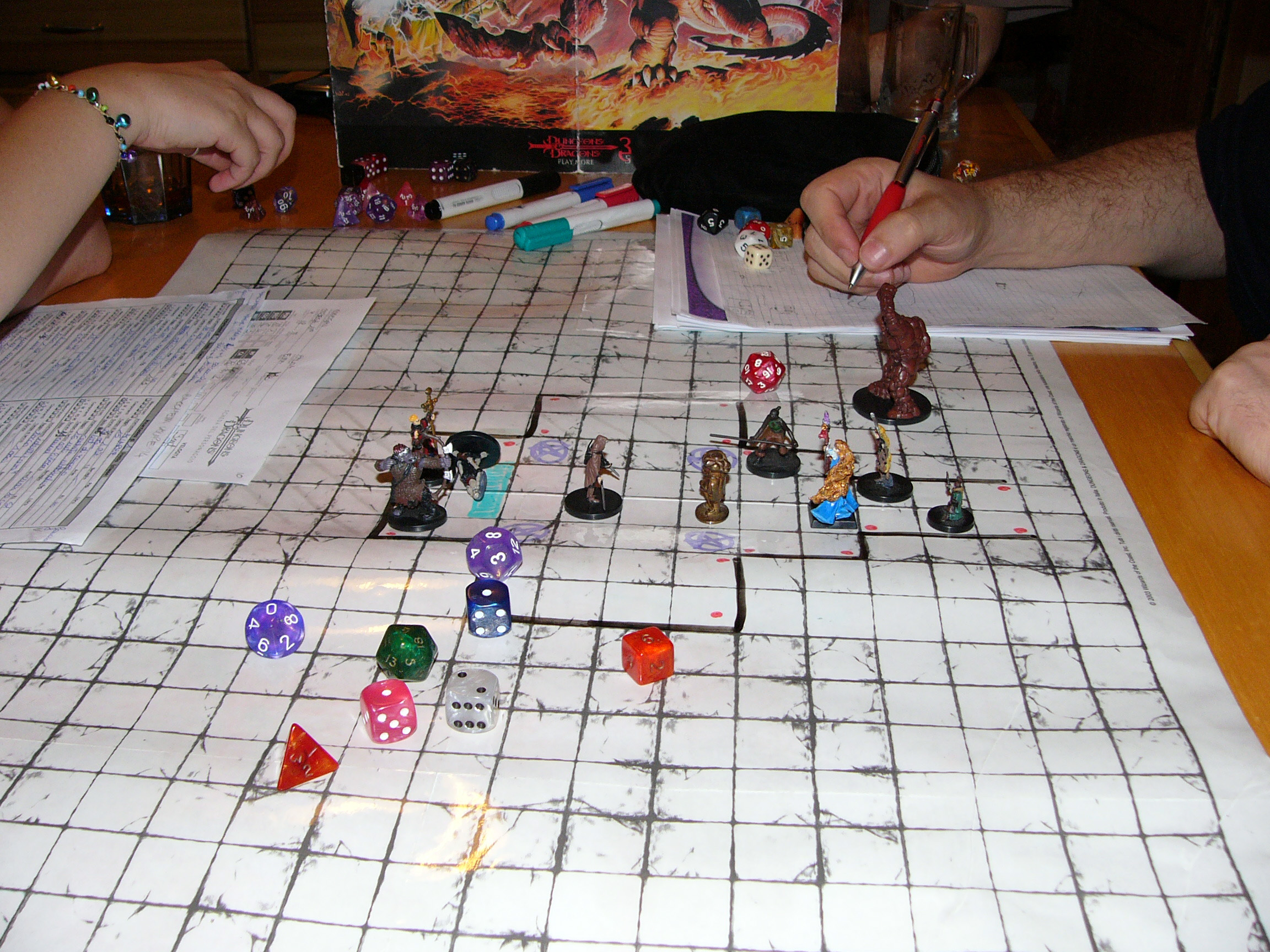
D&D mit Plan und Figuren

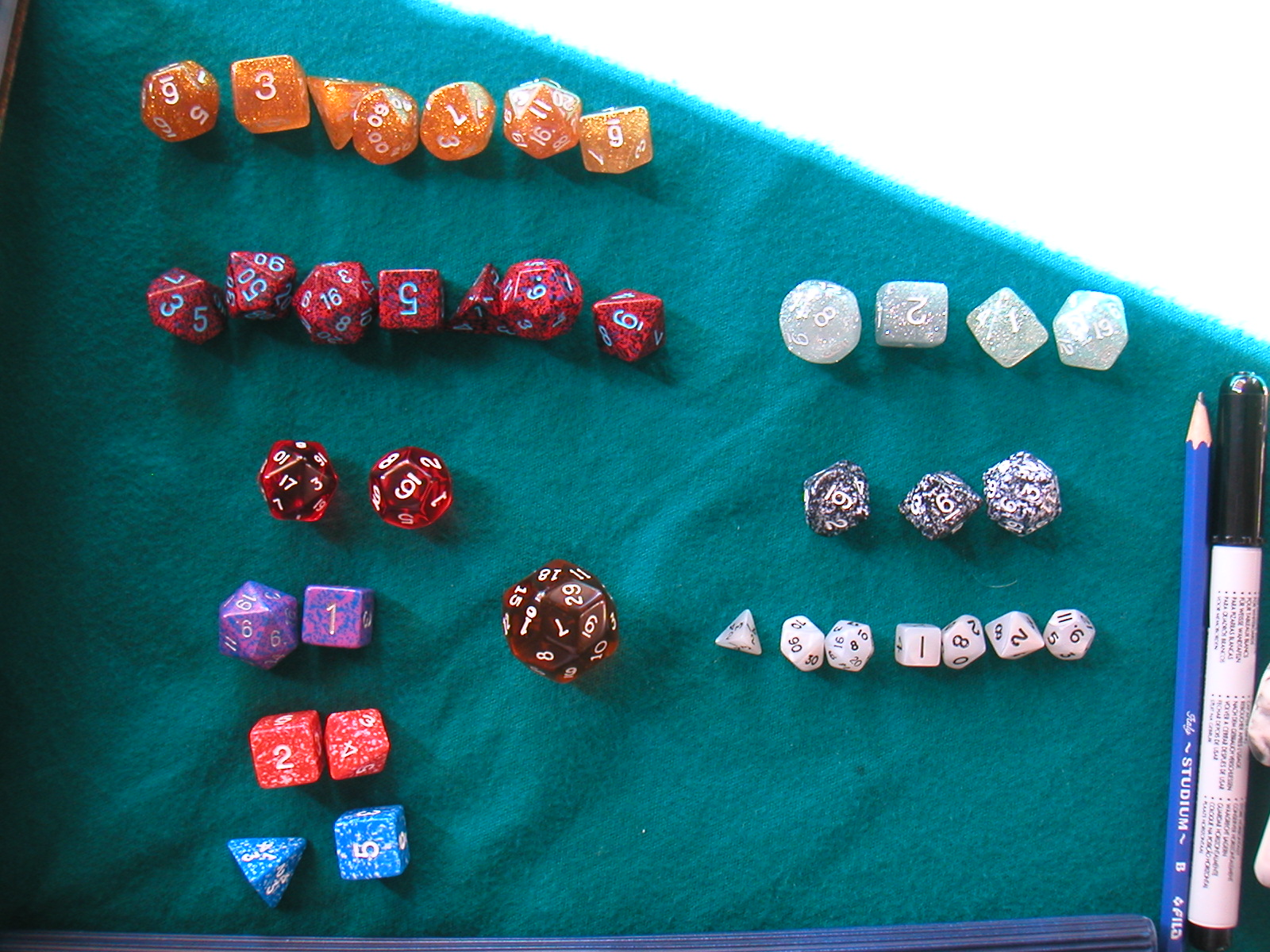
D&D-Würfel

Dungeons & Dragons (englisch für Verliese und Drachen, kurz D&D oder DnD) von Gary Gygax und Dave Arneson gilt als erstes Pen-&-Paper-Rollenspiel. 1974 wurde D&D in den Vereinigten Staaten erstmals von der dazu gegründeten Firma Tactical Studies Rules erfolgreich vertrieben, damals noch aus dem privaten Keller von Gygax. Im Jahr 1997 wurden TSR von der Firma Wizards of the Coast aufgekauft.
Im November 1983 brachte die Fantasy Spiele Verlags-GmbH die erste deutsche Übersetzung auf den Markt. Die deutsche Version, die nicht sämtliche Produkte des Originals umfasst, wurde zunächst von TSR selbst, dann bis zum 1. Juli 2004 von Amigo Spiele und schließlich bis Ende 2008 von Feder & Schwert produziert. Bis September 2021 vertrieb Ulisses Spiele die 5. Edition von Dungeons & Dragons über eine Lizenz von Gale Force Nine in Deutschland. Derzeit kümmert sich Wizards of the Coast selbst um den Vertrieb der 5. Edition von Dungeons & Dragons in Deutschland. Sie kündigten an, viele der bisher nur auf Englisch erschienenen Produkte nun auf Deutsch zu übersetzen. Bisher belief sich dieser Aufwand auf das Spielerhandbuch (SHB), Spielleiterhandbuch (SLB) und Monsterhandbuch (MHB), sowie das Basisset. Ab 2022 sollen vierteljährlich neue Übersetzungen in den Sprachen Französisch, Deutsch, Spanisch und Italienisch erscheinen.
Eine Weiterentwicklung von D&D stellt das Regelwerk Advanced Dungeons & Dragons (englisch für Fortgeschrittenes Verliese und Drachen, kurz AD&D oder ADnD) dar, welches ebenfalls von Gary Gygax entwickelt wurde und in Komplexität seinen Vorgänger übertraf. Im Jahr 1977 erschien eine erste Edition, eine zweite folgte im Jahr 1989. Die Regelwerke D&D und AD&D existierten jahrzehntelang parallel nebeneinander, wobei letzteres die Urversion zunehmend in den Schatten stellte. Schließlich wurde im Jahr 2000 der Vertrieb von D&D gänzlich eingestellt. Im Jahr 2000 wurde AD&D neu überarbeitet und unter dem marktgängigeren Namen D&D Version 3.0 sowie im Jahr 2003 dessen Überarbeitung 3.5 weitergeführt. Im Juni 2008 erschien mit der Version 4.0 eine tiefgreifende Weiterentwicklung des Regelsystems. 2014 erschien die Version 5, 2024 eine überarbeitet Fassung von Version 5. Im Verlauf von 2025 sollen das SHB, SLB und das MHB erscheinen.
Die Idee zu D&D entsprang den historischen Tabletop-Kriegsspielen, bei dem ganze Einheitsverbände auf offenen Feldern, Ackern und in Dörfern gegeneinander antreten. Die Spieler mimten die Offiziere und besprachen vor einer Schlacht im Rollenspiel die anstehende Mission. Von da aus war der Schritt zu eigenen Abenteuer für die Offiziere nicht mehr weit. Zu Beginn spielte D&D ausschließlich in großen unterirdischen Labyrinthen, den namengebenden Dungeons. Später wurden auch Regeln für Wildnisabenteuer entworfen, die schließlich auf die Einführung neuer Spielwelten hinausliefen.

## Regelwerk
Mit Version 3.0 von D&D wurden die vormals sehr strengen Lizenzbedingungen stark gelockert. Unter der so genannten Open Game License ist das Grundregelwerk frei verfügbar. Dies ermöglichte zahlreichen Herstellern, Zusatzprodukte (Spielwelten, Ergänzungsregeln etc.) zu veröffentlichen, die vollkommen kompatibel zu D&D 3.0 bzw. D&D 3.5 waren. Viele von Wizards of the Coast selbst nicht mehr weitergepflegte Spielwelt-Linien werden nun von anderen Anbietern mit D&D-kompatiblen Neuprodukten weiterversorgt (zum Beispiel Ravenloft und Dragonlance). Solche D&D-kompatiblen Produkte von Fremdherstellern sind meist mit einem d20-Logo gekennzeichnet (d20 = dice 20 = der zwanzigseitige Spielwürfel, der Name des Spielsystems der D&D-Spiele). Einige dieser Produkte werden auch in deutscher Version vertrieben.
Das Grundregelwerk besteht aus Spielerhandbuch (Player’s Handbook), Spielleiterhandbuch (Dungeon Master’s Guide) und Monsterhandbuch (Monster Manual).
Gelegentlich wird Dungeons & Dragons nachgesagt, es handle sich um ein reines Hack-&-Slay-Spielsystem. Und tatsächlich sind die Abläufe während eines Kampfes sehr detailliert ausgearbeitet. Andererseits bietet das Regelwerk dem unerfahrenen Spielleiter praktisch für alles eine per Würfel nutzbare Zufallstabelle. So kann vom Wetter über Häufigkeit und Stärke von Zufallsbegegnungen bis zur Beschaffenheit der Tür vor den Spielern alles per Zufall bestimmt werden. Der Spielleiter muss sich praktisch „nur“ über die Handlung Gedanken machen. Dies bietet gerade Einsteigern viel Unterstützung. Nutzt man diese Tabellen aber zu intensiv, wird das Spiel in der Tat sehr schnell zu einem Hack-and-Slay-Erlebnis. Die Gruppe kann aber auch gemeinsam entscheiden mehr als ein Dungeon Crawler sein. Der Spielleiter kann jegliche Interaktion darstellen: Handel, Diplomatie, Beziehungen mit NPC, uvm. Auch wenn die Fähigkeiten meist überwiegend im Kampf ausgewürfelt werden, kann damit auch jede soziale Aktion entschieden werden. Dungeons & Dragons hat den Vorteil gegenüber anderen Systemen, dass man nicht aus Unmengen von Fähigkeiten auswählen muss, sondern diese auf ein Minimum runtergebrochen ist.
Spieler können zwischen verschiedenen Völkern und Klassen wählen:
Die Völker im 2014 Grundspiel (Spielerhandbuch SHB) sind Mensch, Elf, Halbelf, Halbork, Zwerg, Halbling, Tieflinge, Drachenblütige und Gnom. Aus den Charakterklassen wählt man einen Paladin, Kämpfer, Barbar, Schurke, Barden, Magier, Kleriker, Mönch, Druide, Waldläufer, Zauberer, oder Hexenmeister. Unterschiedliche Fertigkeiten und Talente sowie im fortgeschrittenen Spiel eine weitere Klassenspezialisierung (früher Prestigeklassen genannt oder Ausbildungszweig) erlauben es, Spielercharaktere ganz nach eigenem Geschmack auszugestalten. Des Weiteren besitzen alle Charaktere theoretisch eine Gesinnung (z. B. Neutral-Gut), im Kreuz von oben im Uhrzeigersinn mit Neutral als Kreuzpunkt: Gut, Chaotisch, Böse und Rechtschaffen. Hier ist anzumerken, dass diese Gesinnungen bei D&D nicht nur philosophische Wertvorstellungen sind, sondern in den meisten Welten auch von Göttern und Urkräften vertreten werden. Zum Beispiel existiert in den Vergessenen Reichen ein Gleichgewicht zwischen den guten und bösen Göttern, das von Ao, dem „Gottvater“, aufrechterhalten wird. Gerade neue Gruppen verzichten auf dieses System, was kontrovers ist.
Charaktere beginnen das Spiel für gewöhnlich auf der ersten Stufe (Level) und steigen mit der Zeit durch Ansammlung von Erfahrungspunkten auf, wodurch ihre Macht extrem stark zunimmt. Im Grundregelwerk sind 20 Stufen vorgesehen, es gibt weiterhin eine Erweiterung für „epische“ Charaktere jenseits der 20. Stufe, die hierdurch nahezu gottgleiche Eigenschaften erhalten.
Die Spielercharaktere müssen nicht in einer vorgegebenen Fantasy-Spielwelt gespielt werden: neben vom Spielleiter selbst erschaffenen Spielwelten wurden von den D&D-Herstellern zahlreiche sehr detaillierte Spielwelten veröffentlicht.
Seit Juni 2008 ist die Version 4.0 des Dungeons & Dragons Regelwerkes erhältlich, das sich in vielen Punkten von der Version 3.0 unterscheidet. Zum Beispiel wurde der Levelbereich auf 30 Stufen erweitert. Die gravierendste Änderung jedoch betrifft bestimmte Fertigkeiten. Diese werden klassifiziert als At-Will-, Encounter-, Daily- oder Utilityfertigkeiten. Über diesen Mechanismus werden nun die Zauber realisiert, aber auch spezielle Angriffe für Kämpfer und so weiter. In der 2014 erschienenen fünften Edition wurden viele dieser Änderungen jedoch wieder rückgängig gemacht: das Höchstlevel liegt nun wieder bei 20 und die Zauber werden über das ältere Zauberslot-System abgehandelt. Die bis Edition 3.5 verwendeten Prestigeklassen wurden jedoch nicht wieder hergestellt, sondern durch andere Mechaniken ersetzt.

### Mechanik

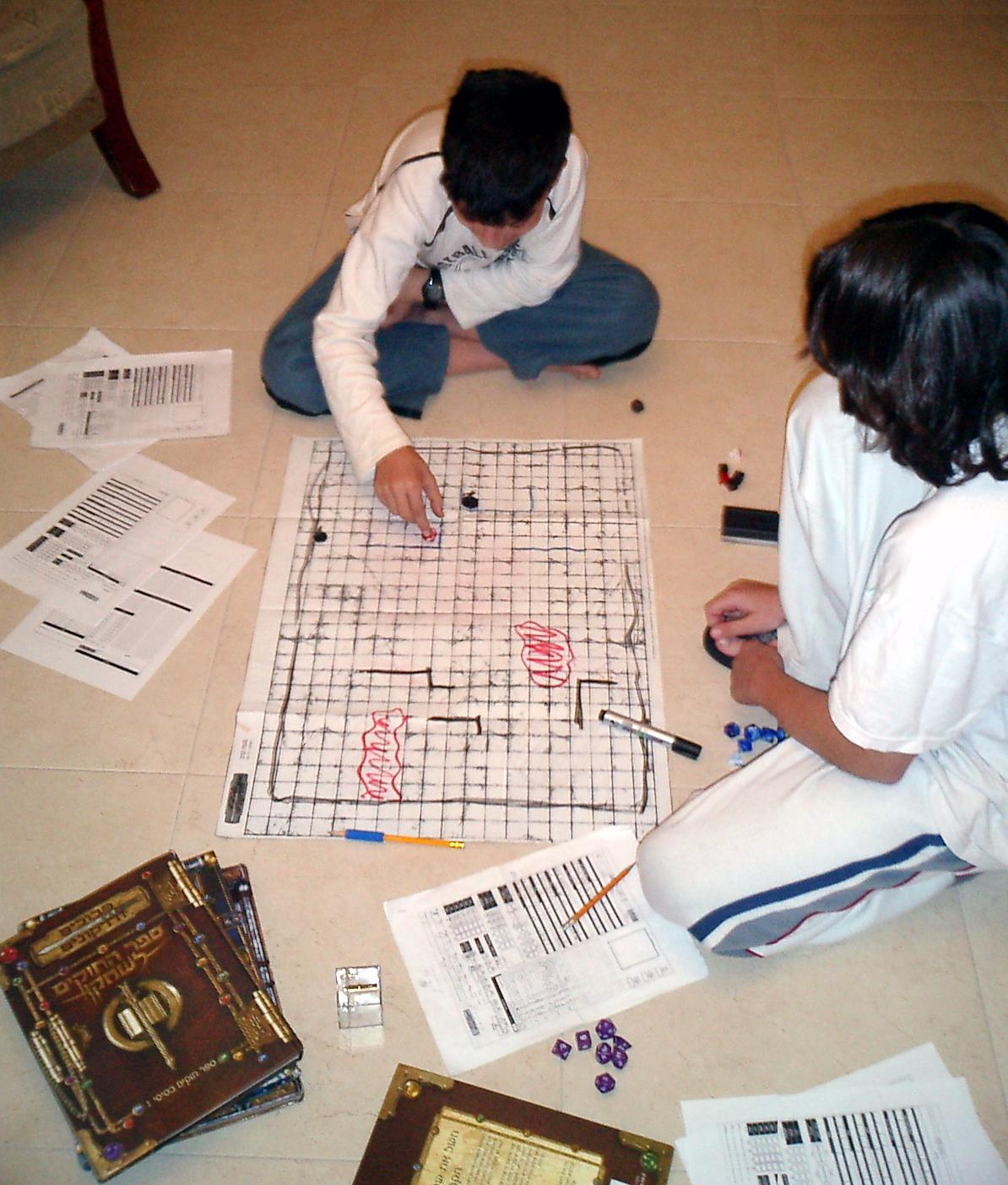
Zwei DnD-Spieler auf dem Boden spielend mit Regelbüchern, Charakterbögen, Würfeln und Plan.

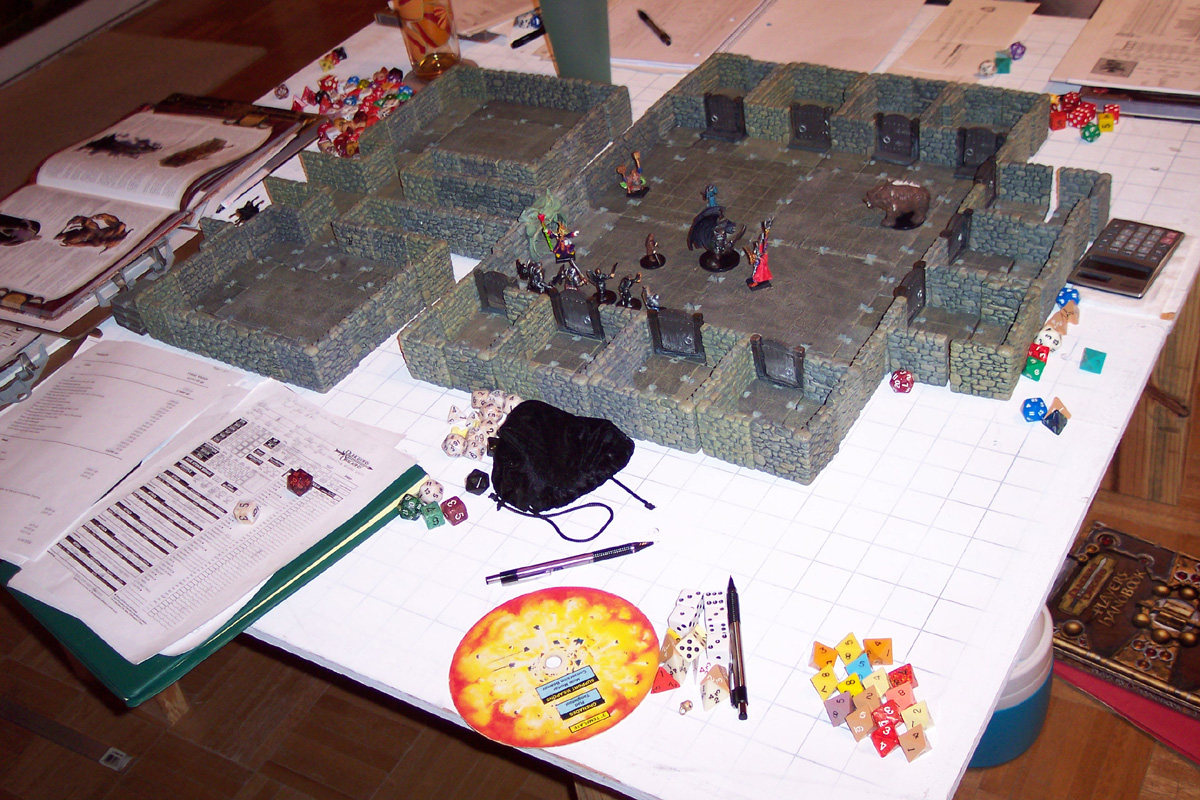
D&D-Miniaturenspiel mit Gelände

Generell fallen für alle wahrscheinlichkeitsabhängigen Handlungen zur Feststellung des Erfolgs „Würfe“ an, die ausschließlich mit einem d20 gewürfelt werden. Dies sind z. B. Angriffswürfe, Rettungswürfe (gegen Zauber und andere schädliche Effekte), und Fertigkeitsproben. Das Würfelergebnis kann noch durch Modifikatoren (Boni und Mali) erhöht oder verringert werden. Diese ergeben sich u. a. aus Eigenschaften und Fertigkeiten des Charakters sowie den äußeren Umständen; oft fallen mehrere Modifikatoren gleichzeitig an. Von besonderer Wichtigkeit sind in D&D „Buffs“, womit Zaubersprüche gemeint sind, die die Werte eines Charakters kurzzeitig verbessern. Das Gesamtergebnis aus Wurf und Modifikatoren wird mit einem situationsabhängigen Zielwert (Schwierigkeitsgrad, SG) verglichen, der mindestens erreicht werden muss.
Während der Angriffsbonus kontinuierlich über die Level steigt, ändert sich der für die Verteidigung relevante Wert, die Rüstungsklasse (englisch Armour Class „AC“) prinzipiell nicht. Lediglich die Wahl bestimmter Charakterklassen sowie Steigerung bestimmter Attribute kann inhärente Rüstungsklassenboni mit sich bringen, die aber meistens eher gering ausfallen. Zum Ausgleich benötigen die Charaktere Ausrüstung wie ein Schild (+2AC), magische Effekte (Zauber wie „Magische Rüstung“) oder magische Gegenstände wie Rüstungen, Amulette und dergleichen, die die Rüstungsklasse über das weltliche Maß hinaus anheben. Diese Eigenart ist typisch für D&D und tritt bei kaum einem anderen Rollenspiel auf. Damit geht natürlich eine extrem starke Abhängigkeit von magischen Gegenständen einher.
Diese Besonderheit sorgt andererseits dafür, dass Kämpfe auch in höheren Levels nicht zur abendfüllenden Beschäftigung werden. Denn auch die Monster haben (in der Regel) nur eine Rüstungsklasse und einen Angriffsbonus im Bereich der Spielercharaktere. Der stetig ansteigende Angriffsbonus führt damit auch in anderer Richtung zu mehr Treffern. Auf der anderen Seite werden auch die Trefferpunkte für die Spielercharaktere mit jeder Stufe erhöht, ebenso wie stärkere Monster auch mehr Trefferpunkte haben. Insgesamt führen der höhere Angriffsbonus und das Mehr an Trefferpunkten auch auf höheren Stufen so zu einem gleichmäßigen Spielablauf, wo sich in anderen Systemen Kämpfe auf hohen Stufen tatsächlich über Stunden ziehen können.

### Völker
In D&D-Spielen können die Spieler, von der verwendeten Kampagnenwelt abhängig, unter einer Vielzahl von Völkern wählen. Grundsätzlich teilt das Regelwerk diese in vom Spieler spielbare und nicht spielbare ein, doch kann der jeweilige Spielleiter diese Begrenzungen auch aufheben.
Bei AD&D konnte man zwischen Humanoiden (Menschen), Zwergen, Elfen, Gnomen und Halblingen wählen, deren Hintergrund dann auch in Spielhilfen erläutert wurde.
Die Völker aus dem Standard-Regelwerk 3.5 umfassen Menschen, Elfen, Halbelfen, Gnome, Halblinge, Zwerge und Halborks. In der 4. Edition sind Gnome und Halborks keine spielbaren Völker im Standard-Regelwerk mehr, dafür kommen Tieflinge, Eladrin (feenartige Ur-Elfen) und Drachengeborene hinzu.
In der 2014er 5. Edition gibt es als spielbare Völker Mensch, Elf, Halbelf, Halbork, Zwerg, Halbling, Tieflinge, Drachenblütige und Gnom. Zu den Völkern der Elfen, Zwergen und Halblinge gibt es jeweils noch Volksunterarten wie z. B. Hochelfen, Waldelfen und Drow für die Elfen. Wobei mit der 2024 Edition die Orks als Klasse dazu kamen und die Halb-Klassen entfernt wurden. Neu entscheidet man sich für die Fähigkeiten eines der Volkes und im Rollenspiel wird dem Charakter nachgesagt, dass er ein Mischling ist.
In den Monsterhandbüchern und anderen Regelerweiterungen sind in beiden Editionen weitere spielbare Völker beschrieben, die der Spielleiter in seinem Spiel zulassen kann oder auch nicht.

### Monster

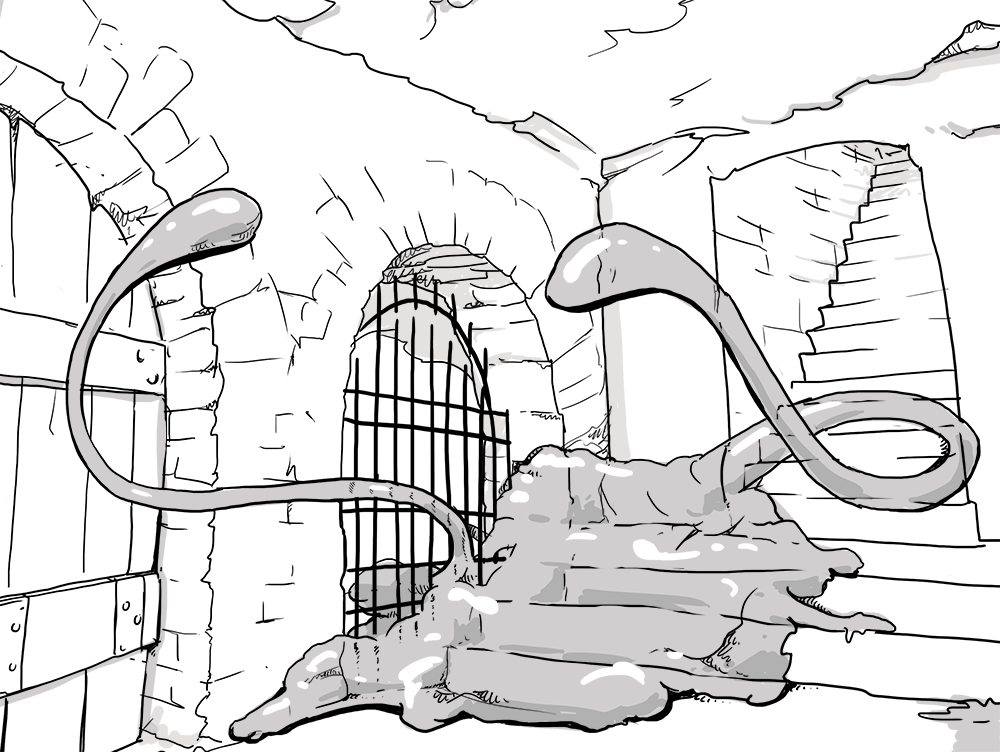
Ockergelee, englisch Ochre Jelly (Fanzeichnung)

In den Veröffentlichungen finden sich passende Beschreibungen und Statistik-Blöcke zu praktisch allen Kreaturen aus Mythologien der ganzen Welt; von denen viele nur vom Namen her an die Vorbilder angelehnt, andere vollkommen neu erdacht sind. Im Juli 2006 erschien das fünfte Buch, das sich ausschließlich mit neuen Kreaturen auseinandersetzt. Jeder Band umfasst etwa 300 Seiten.
In Dungeons & Dragons sind Drachen riesige geflügelte Reptilien. Geflügelte Drachen können fliegen, und die meisten Drachenarten sind intelligenter als Menschen. Außerdem besitzt jede Drachenart einen speziellen Odem. Dungeons & Dragons unterteilt Drachen in die Gruppe der chromatischen, bösen Drachen und in die Gruppe der metallischen, guten Drachen. Weiterhin ist jede Drachenart einem der fünf Elemente zugeordnet (Kälte, Feuer, Erde, Wasser und Luft). Diesen zehn ursprünglichen Drachenarten wurden über die Jahre noch viele weitere Drachenarten hinzugefügt. Aufgrund ihrer magischen Natur können sich Drachen mit nahezu jedem anderen Wesen paaren, daher existieren auch viele Halbdrachen.

Eines der drei Logos der Monstrous-Arcana-Serie, hier mit einem Beholder (TSR, 1996)

Der Beholder, auch Betrachter oder Augentyrann genannt, ist ein bekanntes Monster aus der AD&D-Welt. Er ist kugelförmig, schwebt in der Luft und ist mit einem großen, zahnbewehrten Mund und einem großen Hauptauge ausgestattet. Dieses Hauptauge dient als magischer Schutzschild, da es in einem kegelförmigen Bereich vor sich Magie außer Kraft setzt. Typische magische Angriffe wie Feuerball und dergleichen haben daher gegen einen Beholder keinerlei Wirkung, wenn sie von vorne gewirkt werden, auch magische Gegenstände versagen. Außerdem besitzt das Wesen zehn kleinere Augen, die an beweglichen Stielen oben am Körper befestigt und für unterschiedliche magische Angriffsformen zuständig sind. Die Kreatur lebt in unterirdischen Gewölben und Höhlen und tritt für gewöhnlich als Einzelgänger auf. Sie versteht sich selbst als das schönste aller Geschöpfe und hasst alles andere – einschließlich anderer Beholder. Der Beholder stellt selbst für eine erfahrene Abenteuergruppe eine große Gefahr dar, da er neben seinem magie-auflösenden Schutzschild auch über eine Vielzahl von simultan ausführbaren Angriffen verfügt, von denen einige tödliche Wirkung besitzen. Es gibt mehrere Varianten, z. B. untote Betrachter. Als Erfinder des Monsters wird Terry Kuntz genannt.
Weitere wichtige Monster, die, wie der Beholder, als Aushängeschild des Unternehmens gelten und nicht unter der Open Game License stehen, sind: Gedankenschinder (Mind Flayer), Gauth, Aaskriecher, Versetzerbiest, Githyanki, Githzerai, Kuo-Toa, Slaad, Erdkoloss und Yuan-Ti.

## Spielwelten
Über die Jahre wurden zahlreiche Spielwelten veröffentlicht, die eine unterschiedliche Art von Rollenspiel ermöglichen.

### Greyhawk

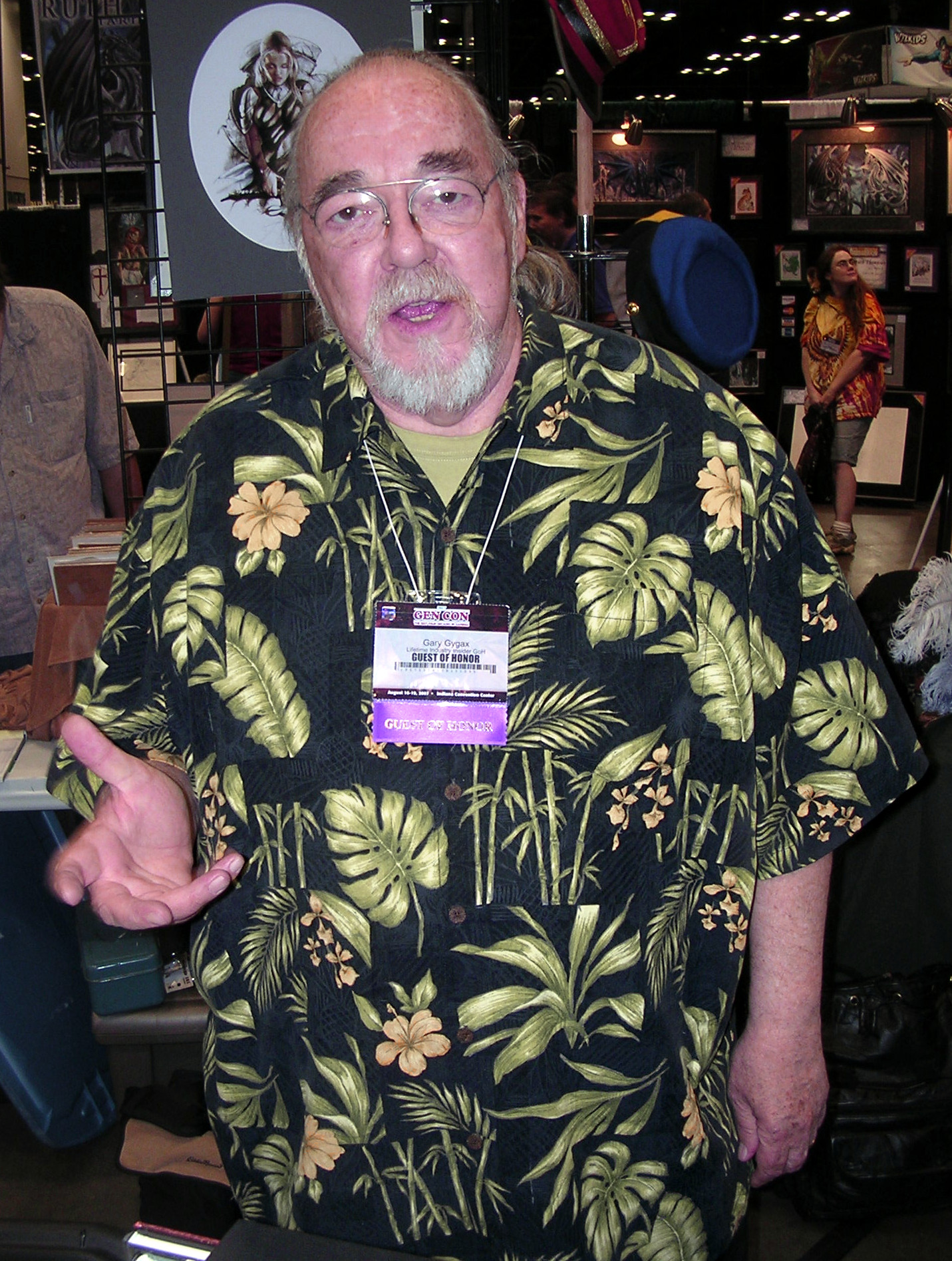
Gary Gygax (1938–2008), einer der beiden Erfinder des Fantasy-Rollenspiels D&D

Die Original-Kampagne von Gary Gygax spielt auf der Welt Oerde (englisch Oerth) und startete schon vor der ersten Veröffentlichung der D&D-Regeln. Diese wurde mit dem Erscheinen der ersten Auflagen von Advanced Dungeons & Dragons 1980 zur Standardhintergrund-Welt dieses Regelwerks, geriet allerdings ab Mitte der 1990er ein wenig in Vergessenheit. Greyhawk besitzt eine besonders treue Anhängerschaft, was sicherlich auch daran liegt, dass einige der bekanntesten Abenteuer-Klassiker der goldenen D&D-Frühperiode in Greyhawk spielen.
Die Original-Kampagne nannte sich World of Greyhawk (WoG) und beschrieb nur einen kleinen Teil der Welt. Diese wurde nur mit einer bestimmten Detailtiefe beschrieben, um Spielleitern zu ermöglichen, Anpassungen an ihre eigene Kampagne vorzunehmen und weitere Kampagnen auf dieser Welt zu starten, die ein anderes Flair haben konnten (wie zum Beispiel fernöstliche Abenteuer).
Ursprünglich waren einige der heute anderen Welten zugerechneten Dinge und Kampagnen für die Greyhawk-Kampagne entwickelt worden oder auch mit ihr verbunden, so zum Beispiel für Ravenloft, Spelljammer, Planescape oder Oriental Adventures.
Mit Erscheinen der dritten Auflage im Jahr 2000 wurde Greyhawk wieder zur Standardspielwelt von D&D, das heißt, dass mit dem Grundregelwerk erstellte Spielercharaktere sofort in Greyhawk einsetzbar sind – andere Spielwelten weisen oft so genannte Kampagnenbände mit zusätzlichen Regeln auf, die bei der Erstellung von spielweltgeeigneten Charakteren zu berücksichtigen sind.
In einem weiteren Schritt wurde Greyhawk an die RPGA (kurz für Role Playing Gamers’ Association Network) übergeben, und diese startete damit die Living-Greyhawk-Kampagne. Auf Rollenspielturnieren, Spielemessen oder im privaten Kreis können seitdem neue Abenteuer in Greyhawk erlebt werden. Da die Ergebnisse der Abenteuer von RPGA-Spielern zentral ausgewertet werden, kann ein RPGA-Mitglied weltweit mit seinem Charakter immer neue Abenteuer erleben.
In der fünften Edition wurde bisher eine Veröffentlichung primär mit der Greyhawk-Welt verknüpft.

### Forgotten Realms
In den 1980er Jahren machte ein damals unbekannter Bibliothekar namens Ed Greenwood auf sich aufmerksam, da er in Rollenspielpublikationen immer wieder ungewöhnlich detaillierte Abenteuer und Szenarien veröffentlichte. Als TSR auf der Suche nach einer neuen Spielwelt für AD&D war und ihn um Unterlagen bat, erhielt es gleich kistenweise handschriftliche Unterlagen von ihm. Auch heute noch steuert er immer wieder neue Artikel, Romane und Spielwelt-Erweiterungen bei, auch wenn die Vergessenen Reiche inzwischen von Wizards of the Coast federführend weiterentwickelt werden. So wurden die Vergessenen Reiche (Forgotten Realms) sind eine der bedeutendsten D&D-Welten und besitzen zurzeit die meisten Anhänger. Sie gehören zur klassischen Sword and Sorcery-Fantasy-Welt. Diverse PC-Spiele, wie Neverwinter Nights und Baldur’s Gate, handeln in dieser Welt. Ed Greenwood soll einmal gefragt worden sein, ob er die Forgotten Realms sehr detailliert ausgearbeitet hat oder sich Inhalte spontan ausdenkt; seine Antwort sei nur „Ja“ gewesen. Zusätzliche Bekanntheit hat sie durch die Romanreihe Die Saga vom Dunkelelf von R. A. Salvatore erlangt.
Mit dem Erscheinen der fünften Edition von Dungeons & Dragons im Jahr 2014 wurde Greyhawk als Standardwelt durch die Vergessenen Reiche abgelöst.

### Dragonlance
Die Spielwelt der Drachenlanze (im Original Dragonlance) entstand zusammen mit der Romanserie von Margaret Weis und Tracy Hickman, die Anfang der 1980er auf den Bestsellerlisten der New York Times zu finden war.
Dragonlance ist epische Fantasy, das heißt die Spieler sind Helden, von deren Erfolg das Schicksal der ganzen Welt Krynn abhängt. Eine besondere, zentrale Rolle spielen Drachen, die übermächtige Wesen darstellen und in grauer Vorzeit nur mithilfe der namensgebenden Drachenlanzen besiegt werden konnten. Die Gesinnungen (gut, neutral oder böse) spielen ebenfalls eine wichtige Rolle, da in dieser Welt sehr klar umrissene Fraktionen in einem ständigen Streit um die Vorherrschaft sind: an ihrer Spitze die jeweiligen guten, neutralen und bösen Götterpantheone Krynns.
Seit der Erstveröffentlichung der Spielwelt in den 1980er Jahren fanden einige welterschütternde Ereignisse statt, so dass inzwischen nach dem Krieg der Drachenlanze das Zeitalter der Sterblichen (Age of Mortals) eingetreten ist.
Von Wizards of the Coast ist der Kampagnenstartband erschienen, ein Monsterbestiarum und Zusatzbände für das Age of Mortals sowie den Krieg der Drachenlanze wurden von Sovereign Press veröffentlicht.
Die aus den Romanen bekannten Hauptcharaktere sind Tanis Halb-Elf (Half-Elven), Raistlin Majere, Caramon Majere, Tika Waylan, Tolpan Barfuß (Tasselhoff Burrfoot), Flint Feuerschmied (Fireforge), Sturm Feuerklinge (Brightblade), Flusswind (Riverwind), Goldmond (Goldmoon), Laurana (Lauralanthalasa), Gilthanas, Lord Soth und Kitiara. Beschriebene Orte sind Solace, Neraka, Treibgut und Tarsis.

### Ravenloft
Ravenloft (zu deutsch: Rabenhorst) ist eine Dark-Fantasy- und Horror-Spielwelt. Sie enthält verschiedene Länder (Domains) mit unterschiedlichen Kulturstufen, von der Steinzeit bis zur Renaissance. Die Spielwelt ist Grundlage für eine Reihe von Romanen, insbesondere P. N. Elrods I, Strahd: The Memoirs of a Vampire.
Sie entstand zur Zeit von AD&D und wurde 2001 von Sword & Sorcery für D&D 3 und 3.5 neu aufgelegt. Sword & Sorcery hat jedoch inzwischen die Lizenz an Wizards of the Coast zurückgegeben. Eine intensive Weiterführung der Welt ist unwahrscheinlich, wenn sich kein neuer Lizenznehmer findet, auch wenn ein einzelnes Ravenloft-Abenteuer durch Wizards of the Coast veröffentlicht wurde, welches aber nicht in der Kontinuität der vorherigen Spielwelt steht.
Die Besonderheit an Ravenloft ist, dass die Welt von Ravenloft quasi ein Eigenleben führt bzw. einen eigenen Willen besitzt, kollektiv bezeichnet als die Nebel von Ravenloft oder Die Dunklen Mächte. Ravenloft sucht sich aus allen AD&D-Welten die interessantesten Bösewichter heraus, stellt ihnen ein Reich/Domäne zur Verfügung, gibt ihnen fast gottähnliche Macht und konfrontiert sie auf ewig mit ihrer eigenen Nemesis; gleichwohl können sie diese Domäne auch niemals wieder verlassen. Doch allein böse zu sein reicht meist nicht, denn oft müssen große Gefühle, Wünsche und Dramen im Hintergrund abgelaufen sein, damit Ravenloft jemanden für „würdig“ hält, ihm eine Domäne anzubieten. Ravenloft ist ein Teil des Schattenfell (Shadowfell) dem Gegenstück zum Feenwildnis (Feywild), beides Echos der materiellen Ebenen, wie z. B. den Forgotten Realms.
Eine weitere Eigenart von Ravenloft ist es, dass es versucht, gute Charaktere nach und nach von dem Bösen zu überzeugen. Durch Träume, Angebote, Schicksalsschläge und weitere Manipulationen sollen sie von der anderen Seite überzeugt werden. Nach und nach sollen sie Fähigkeiten erhalten, und am Ende schließlich eine eigene Domäne – sofern sie dann eine entsprechend schreckliche Tat (oder mehrere) vollbracht haben.
Im Jahr 2021 erschien mit Van Richten´s Guide to Ravenloft ein Settingband für die 5. Edition von Dungeons & Dragons auf Englisch.

### Birthright
Die Kampagne Birthright (Rich Baker und Colin McComb) handelt von der Spielwelt Cerilia, in der die Spieler die Rolle von mächtigen Herrschern übernehmen. Die Kampagne erschien 1995 und beinhaltete ein Regelsystem für ein politisches Rollenspiel. Die Spieler sind Inhaber einer Blutlinie, wodurch sie das Geburtsrecht (Birthright) zum Herrschen eines Königreichs oder Leiten einer überregionalen Gilde oder Kirche erhalten. Es wurde 1995 mit einem Origins Award für die beste Rollenspielerweiterung ausgezeichnet.
Ein zusätzliches Regelwerk ergänzt die AD&D-Standardregeln um Regeln, die den Haushalt eines Königreichs betreffen, Diplomatie oder Sabotage regeln oder militärische Auseinandersetzungen auf hoher Abstraktionsebene ermöglichen. Die Landkarte von Cerilia ist dafür in hunderte kleine politische Einheiten aufgeteilt und jede mit Spielstatistiken versehen.
Ende der 1990er wurde die Serie eingestellt, da die Nachfrage an klassischen Rollenspielen nach dem Aufkommen von Fantasy-Sammelkartenspielen stark nachgelassen hatte und TSR sich auf die ertragreichsten Spielwelten konzentrieren wollte. Zu dieser Spielwelt erschien das PC-Spiel Birthright: The Gorgon’s Alliance.

### Eberron
Die Spielwelt Eberron basiert auf einem Kampagnen-Konzept von Keith Baker, der bei einem Wettbewerb bei Wizards of the Coast aus über 11.000 Einsendungen ausgewählt wurde.
Durch verschiedene neue Elemente wie beispielsweise der Spielerrasse Kriegsgeschmiedete, einem insgesamt hohen technologischen Fortschritt der arkanen Künste und den Drachenmalhäusern ist die Spielwelt mit ihren Möglichkeiten eine sehr moderne Welt mit vielen Möglichkeiten für politische oder auch wirtschaftliche Kampagnenhintergründe. Diese Spielwelt wird unter anderem in dem Computerspiel Dungeons & Dragons Online verwendet.
Eberron ist eine der drei Welten, für die Hintergrundwissen in eigenen Bänden veröffentlicht wurde.

### Dark Sun
In den 1990ern kam der Wunsch nach einem nicht klassischen Fantasy-Setting auf. Das Ergebnis war Dark Sun (dt. Unter der dunklen Sonne), eine der härtesten Spielwelten, die bis dato erschienen sind: Diese Spielwelt unterscheidet sich in einigen wichtigen Punkten von den übrigen Spielwelten, da sie episches Rollenspiel so gut wie nicht vorsieht. Dark Sun spielt auf Athas, einer Welt, die durch die Benutzung von Magie zur Wüste geworden ist. Grausame Hexerkönige haben die Macht seit Jahrtausenden an sich gerissen und regieren mit eiserner Hand. Abenteuer auf Athas drehen sich häufig um das nackte Überleben.
Der Reiz der Welt liegt in ihrer Fremdartigkeit und Brutalität. Die gewohnten Spielerrassen sind stark verändert, auch gibt es neue Rassen: Mule, eine Kreuzung aus Mensch und Zwerg; Halbriesen, eine magische Rasse aus Riesen und Menschen, und Thri-Kreen, halbhumanoide Gottesanbeterinnen (welche auch aus den Vergessenen Reichen bekannt sind). Die bekannten Rassen Mensch, Elf und Halbling sind so stark verändert, dass sie nur noch den Namen gemein haben; Gnome gibt es auf Athas nicht. Des Weiteren ist das Magiesystem stark verändert und mit den Psi-Kräften vereinigt worden. Sämtliche magische Fähigkeiten richten außerdem, unabhängig von ihrem Effekt, schwere Schäden an der Umwelt an, was ihre Benutzung einschränkt.
Diese Spielwelt ist allerdings nur etwas für erfahrene Spielleiter und Gruppen. Da die Spieler sehr früh sehr mächtig sind, muss der Spielleiter einiges an Fantasie aufwenden, um das Spiel interessant zu halten – vorausgesetzt, die Charaktere überleben lange genug, da Athas zudem von vornherein als eine extrem tödliche Spielwelt ausgelegt ist und die (A)D&D-typischen Methoden zur Wiederbelebung gefallener Gefährten weniger zuverlässig bzw. verfügbar sind.
Im Sommer 2010 sind das Kampagnenset und weitere Veröffentlichungen erschienen, so dass Dark Sun eine der offiziellen Kampagnenwelten der 4. Edition wurde.
Für Dark-Sun-Computerspiele, siehe auch Dark Sun: Shattered Lands, Dark Sun: Wake of the Ravager, Dark Sun Online: Crimson Sands.

### Planescape
Bereits das von Gary Gygax erfundene Ur-D&D versuchte, rund um die (damals noch einzige) Spielwelt eine eigene Kosmologie zu erfinden. Das Ergebnis war das so genannte Multiversum, die Gesamtheit der möglichen Existenzebenen, die parallel zur Spielwelt (der so genannten Hauptebene) existieren und von denen aus Götter, Dämonen und Elementarherrscher ihren Einfluss auf die Welt der Menschen ausüben.
Anfang der 1990er entstand daraus für die zweite Auflage von (A)D&D eine ganz eigene Spielwelt, die die existierenden Kampagnen nicht ersetzte, sondern in den größeren Zusammenhang des Multiversums einordnete: Planescape. Alle Ebenen des Multiversums – von der Hölle über Arborea (die Welt der olympischen Götter) bis hin zum Elysium – kreisen in einem Ring um die Außenländer, die Welt der Neutralität. In deren Zentrum: Sigil, die Stadt der Tore, die von keinem Gott betreten werden kann – denn dort regiert die „Dame der Schmerzen“, eine Wesenheit von großer Macht und unbekannten Absichten.
Hier gehört es zum Alltag, dass man auf der Straße mit einem Dämon zusammenrempelt, von einem Teufel auf ein Würfelspiel eingeladen wird oder sich in angeregter Unterhaltung mit einem Elementarwesen wiederfindet. Hier gibt es nichts, was es nicht gibt – denn alles, was auf den Existenzebenen kreucht und fleucht, sammelt sich in Sigil.
Die Planescape-Kampagnenwelt wurde vom Hersteller für das D&D 3-Regelwerk offiziell eingestellt, lediglich das „Manual of the Planes“ bietet eine kurze Zusammenfassung über das „Multiversum“ nach D&D 3-Regeln. Allerdings bemüht sich mit „Planewalker“ (s. Links weiter unten) eine aktive Community um das Fortbestehen der Kampagne und ihre Anpassung an die D&D 3-Regeln. Auch das Hausmagazin Dragon greift bisweilen Details aus dem Setting auf und passt sie den aktuellen Regeln an: Dragon 287, 315 und 339 aktualisieren die Factions, 351 die Gatetown Ecstasy usw.
Die für dieses System veröffentlichten Quellenbücher waren meist nur in englischer Sprache erhältlich, auch wenn einige wenige der regeltechnisch „AD&D“ zugeordneten Bücher auch auf Deutsch erschienen sind.
Planescape spielt also in einer äußerst komplexen und vielschichtigen Welt voller offensichtlich philosophischer Aspekte, erfreut sich allerdings trotz oder gerade wegen seines hohen Schwierigkeitsgrades und der nicht gerade für Rollenspielanfänger geeigneten Spielwelt bei etwas älteren und erfahreneren Spielern einer dauerhaften Beliebtheit.
Das PC-Rollenspiel Planescape: Torment basiert gleichfalls auf dieser Spielwelt.

### Ravnica
Ravnica ist eine beliebte Welt des Kartenspiels Magic: The Gathering, welches auch von den Wizards of the Coast vertrieben wird. Es ist die zweite Welt, die in der fünften Edition unterstützt wurde.

### Weitere Spielwelten
Seit der Erfindung von D&D in den 1970er Jahren wurden zahlreiche weitere Spielwelten geschaffen, die nicht alle bis heute fortentwickelt wurden:
- Die in der zweiten Auflage von (A)D&D vorgestellten Erweiterungsregionen der Vergessenen Reiche:
  - Maztica (angelehnt an die mittel- und südamerikanischen Reiche der Inkas und Azteken)
  - Kara-Tur (fernöstlich)
  - Al-Qadim (arabisch)
  - The Horde (mongolisch)
  - Arcane Age (Die gleiche Gegend wie die Vergessenen Reiche, nur ein paar tausend Jahre früher)
- Spelljammer: Eine der ersten Möglichkeiten zum Weltenwechsel, wobei mit magiebetriebenen Schiffen (den Spelljammern) zwischen Planeten gereist werden konnte, insbesondere zwischen den Vergessenen Reichen, Greyhawk und Drachenlanze.
- Mystara (Die AD&D-Umsetzung der alten Spielwelt von D&D)
  - Hohlwelt (Die Welt von Mystara ist hohl, und es gibt auch im Innern Bewohner. Diese Erweiterungen gab es nur für D&D.)
  - Red Steel
- Lankhmar (Die Stadt ist eine Erfindung des Autors Fritz Leiber und wurde von TSR lizenziert.)
- Council of Wyrms (Eine Region namens Io’s Blood Iles, die von Drachen beherrscht wird.)
- Ghostwalk (Im Zentrum des Settings steht die ‚City of Manifest‘, die am Zugang zur Unterwelt, dem Land der Toten, liegt. In Manifest pflegen Lebende und Tote einen alltäglichen Umgang.)
- Rokugan (fernöstlich, das Land wurde entwickelt für Legend of the 5 Rings und ist enthalten in der D&D-3-Version der Oriental Adventures)
- D20 Modern (Hierzu gibt es einige Settings, doch von größtem Interesse dürfte das „Urban Arcana“-Setting sein; dort sickern in den modernen Alltag immer mehr Schattenwesen ein. Schattenwesen sind vielfach aus den D&D-Werken bekannt: Elfen, Zwerge etc., aber auch Drow, Tieflinge und Yuan-Ti.)
- D20 Cthulhu (D20-Umsetzung des Cthulhu-Mythos von Lovecraft)
- In verschiedenen Ausgaben des Dragon-Magazins werden bestehende literarische Fantasy-Welten für D&D adaptiert (Dragon 286: Terry Brooks’ „Shannara“; Dragon 307: George R. R. Martins „Westeros“; Dragon 352: China Miévilles „Bas-Lag“).

## Geschichte

### Dungeons & Dragons 1

Logo der 1. Edition Dungeons and Dragons; alternativ auch einzeilig verwendet

AD&D Logo (1./2. Edition)

Logo der 3. Edition Dungeons and Dragons (vereinfacht, schwarz/weiß)

Gary Gygax, ein Amerikaner schweizerischer Abstammung, gründete 1965 in Lake Geneva (Wisconsin) einen Club namens Tactical Studies Association, der sich mit Konfliktsimulationsspielen beschäftigte. 1970 entwickelte Dave Wesely aus einem KoSim zur Ausbildung amerikanischer Offiziere die Idee des strategischen Rollenspiels, das sich nach seiner Version Braunstein nannte. Dave Arneson entwickelte 1971 den mittelalterlichen Hintergrund Blackmoor zu dem Spiel Twin City Wargame von Dave Wesely. Er ging dazu über, Karten der gewaltigen unterirdischen Labyrinthe, die sich unter dem Schloss von Blackmoor befinden, als Spielpläne zu zeichnen. Auf diese Weise entstanden die ersten Dungeons (Verliese).
1972 schrieb Gary Gygax das erste mittelalterliche Regelwerk Chainmail für Tabletop-Spiele, übernommen aus Dave Arnesons Blackmoor-Hintergrund. Eine überarbeitete Version von Chainmail wurde 1974 in dem nur für diesen Zweck von Gary Gygax gegründeten Verlag Tactical Studies Rules (TSR) unter dem Namen Dungeons & Dragons (D&D) veröffentlicht.
1975 fiel Gygax eine kleine britische Zeitschrift namens Owl and Weasel in die Hände und er nahm mit den Herausgebern Kontakt auf. Er schickte ihnen eine Version seines Spiels und zwei der britischen Autoren (Ian Livingstone und Steve Jackson) waren sofort begeistert. Sie begannen, D&D in England mit ihrer neu gegründeten Firma Games Workshop mit großem Erfolg zu verkaufen. Im November 1983 brachte die Fantasy Spiele Verlags-GmbH die erste deutsche Übersetzung von D&D unter dem gleichnamigen Titel auf den Markt.

### Advanced Dungeons & Dragons
Inzwischen hatte TSR D&D überarbeitet und erstellte 1980 das Fantasy-Rollenspiel Advanced Dungeons & Dragons (AD&D). AD&D war ursprünglich als ein Regelwerk für fortgeschrittene Spieler von D&D gedacht. Da der Zuspruch zu AD&D jedoch sehr groß war, erschienen bald die ersten Quellenbücher exklusiv für AD&D und auch die ersten kompletten Spielwelten wurden für AD&D entwickelt. Eine Zeit lang trat D&D klar hinter den Verkaufszahlen von AD&D zurück, weshalb der Hersteller TSR D&D immer mehr vernachlässigte.

### Dungeons & Dragons 3
Wizards of the Coast erwarb 1997 TSR, die Herstellerfirma von AD&D. Da der Markenname Dungeons & Dragons jedoch weit bekannter war als die Wortschöpfung AD&D, entschloss sich Wizards of the Coast nach der Übernahme, die Neuauflage des Spiels unter dem Titel Dungeons & Dragons (3rd edition) (D&D 3.0) zu veröffentlichen.

### Dungeons & Dragons 3.5
Eine nach zahlreichem Feedback aus der Rollenspielgemeinde leicht überarbeitete Fassung des Spiels erschien 2003 als Dungeons & Dragons 3.5, um zu dokumentieren, dass es sich lediglich um eine optimierte Fassung des sehr erfolgreichen D&D 3.0 handelt.
Die Amigo Spiel + Freizeit GmbH übernahm 1999 die Lizenz und den Vertrieb von TSR-Produkten in Deutschland, Österreich und der Schweiz. Amigo veröffentlichte dort 2001 unter Lizenz die Neuauflage von D&D. Zum 1. Juli 2004 ging die Lizenz mit Erscheinen der deutschsprachigen Version von Dungeons & Dragons 3.5 an Feder & Schwert über. Basierend auf dem Regelwerk von Dungeons & Dragons 3.5 wurde das Pen and Paper Rollenspiel Pathfinder entwickelt.

### Dungeons & Dragons 4
Im August 2007 kündigte Wizards of the Coast die vierte Edition des Rollenspiels an. Anfang Juli 2008 begann die Auslieferung der ersten Regelbücher. Mittlerweile sind sowohl das Spielerhandbuch, das Monsterhandbuch als auch das Spielleiterhandbuch für die vierte Edition auf Deutsch erschienen (das Spiel ist mit den drei Grundbüchern Spielerhandbuch, Monsterhandbuch und Spielleiterhandbuch vollständig spielbar). Allerdings hat der deutsche Verlag Feder und Schwert die Übersetzungen zum 1. Januar 2009 eingestellt, da es nicht zu einer Einigung mit Hasbro über eine Verlängerung der Lizenz kam. Das Monsterhandbuch ist das letzte von Feder und Schwert realisierte deutsche D&D Buch der vierten Edition und Hasbro ist es nicht gelungen, einen neuen Lizenzpartner für die vierte Edition von Dungeons & Dragons in Deutschland zu finden.

### Dungeons & Dragons 5
Am 9. Januar 2012 kündigte Wizards of the Coast die fünfte Edition von Dungeons & Dragons an, in der erstmals auch die Spieler in die Konzeption einbezogen werden. Am 19. August 2014 wurde das Player’s Handbook veröffentlicht, es folgte die fünfte Version von Monster Manual am 30. September 2014, am 9. Dezember 2014 wurde schließlich das Dungeon Master’s Guide veröffentlicht. Eine deutsche Übersetzung des Spielerhandbuchs ist am 13. April 2017 erschienen. Die Lizenz für die deutsche Übersetzung erhielt Gale Force Nine, die auch die Lizenz für andere Sprachen haben, ins Deutsche wurde das Spielerhandbuch von Ulisses Spiele übersetzt.
Wie Wizards of the Coast am 10. Juni 2021 im Unternehmensblog bekanntgab, wird sich das Unternehmen in Zukunft selbst um die Vermarktung der Marke Dungeons & Dragons auf dem internationalen Markt kümmern, darunter Deutschland, Frankreich, Italien und Spanien. Hierdurch entfällt der Vertriebsweg über den Lizenznehmer Gale Force Nine sowie Ulisses Spiele als Übersetzer. Am 8. Oktober 2021 erschienen die drei Grundregelbücher – das Spielerhandbuch, das Monster Manual und der Dungeons Masters Guide sowie das Basisset u. a. auf Deutsch direkt von Wizards of the Coast. Übrige – teilweise bereits Jahre auf dem deutschen Markt verfügbare – Erweiterungsbände sind u. U. nicht mehr erwerblich, da Wizards of the Coast nicht den gesamten Katalog an bisher erschienenen, z. T. auch bereits übersetzten, Büchern veröffentlicht hat (etwa Xanathars Ratgeber für Alles).

## Spielbücher: D&D – Abenteuer ohne Ende
1983 erschienen bei TSR eine Serie von Abenteuer-Spielbüchern für einzelne Leser, die 1984 bis 1985 im Deutschen durch den Bertelsmann-Verlag veröffentlicht wurden. Die Bücher sind einfach gehalten, es wird kein Protokoll für Notizen benötigt und es gibt auch keine direkten Kämpfe.
- 01 Rose Estes: Der Kampf der Zwerge. Bertelsmann-Verlag, München 1984, ISBN 3-570-08301-2.
- 02 Rose Estes: Die Rache der Regenbogendrachen. Bertelsmann-Verlag, München 1984, ISBN 3-570-08302-0
- 03 Rose Estes: Die Säulen von Pentegarn. Bertelsmann-Verlag, München 1984, ISBN 3-570-08303-9.
- 04 Rose Estes: Der Berg der Spiegel. Bertelsmann-Verlag, München 1984, ISBN 3-570-08304-7.
- 05 Rose Estes: Der Fluch des Winterzauberers. Bertelsmann-Verlag, München 1984, ISBN 3-570-08305-5.
- 06 Rose Estes: Die Burg des schwarzen Drachen. Bertelsmann-Verlag, München 1984, ISBN 3-570-08306-3.
- 07 Rose Estes: Das Schloss des Wahnsinns. Bertelsmann-Verlag, München 1984, ISBN 3-570-08307-1.
- 08 Rose Estes: Die Höhle des Ungeheuers. Bertelsmann-Verlag, München 1984, ISBN 3-570-08308-X.
- 09 Rose Estes: Das singende Amulett. Bertelsmann-Verlag, München 1985, ISBN 3-570-08309-8.
- 10 Rose Estes: Die Welt von Greyhawk. Bertelsmann-Verlag, München 1985, ISBN 3-570-08310-1.

## Verfilmungen
Mazes and Monsters (englisch maze „Labyrinth, Irrgarten“), der Originaltitel des Spielfilms Labyrinth der Monster von 1982, ist eine direkte Anspielung auf das Pen-&-Paper-Rollenspiel Dungeons and Dragons. Der Film basiert auf dem gleichnamigen Roman von Rona Jaffe. Thematisiert werden unter Bezugnahme auf den Fall James Dallas Egbert III unter anderem LARP-Aspekte von D&D sowie Gefahren des Realitätsverlusts und Eskapismus. In einer Reihe seither publizierter Forschungsarbeiten wurden aber keine gefährdenden Auswirkungen des Spielens von D&D festgestellt. Labyrinth der Monster ist einer der ersten Filme mit dem später berühmt gewordenen Schauspieler Tom Hanks, der zum Zeitpunkt der Dreharbeiten 26 Jahre alt war.
Im Jahr 1983 wurde auf Grundlage des Spiels die Zeichentrickserie Dungeons and Dragons – Im Land der fantastischen Drachen produziert. Die Serie umfasst drei Staffeln und wurde bis 1985 gesendet.
2000 entstand die Realverfilmung Dungeons & Dragons. In den Hauptrollen waren u. a. Justin Whalin, Thora Birch und Jeremy Irons zu sehen. 2005 folgte Dungeons & Dragons – Die Macht der Elemente, eine von Gerry Lively inszenierte Direct-to-DVD-Produktion. Mit Dungeons & Dragons 3: Das Buch der Dunklen Schatten entstand 2012 eine Fernsehfortsetzung der Reihe, bei der erneut Gerry Lively die Regie übernahm.
2021 wurde ein neuer Kinofilm angekündigt, der im März 2023 unter dem Titel Dungeons & Dragons: Ehre unter Dieben in den Kinos startete. Der Film hatte nicht den erhofften kommerziellen Erfolg, war jedoch unter Fans beliebt. Teil der schauspielerischen Besetzung sind u. a. Michelle Rodriguez, Chris Pine, Regé-Jean Page und Justice Smith.
Über eine Kickstarter-Kampagne von Critical Role finanziert und von Amazon Prime produziert, läuft eben dort seit dem 28. Januar 2022 die Adult-Zeichentrickserie The Legend of Vox Machina, in welcher die D&D-Kampagne der Gruppe Critical Role verfilmt wird.
Anfang 2025 berichtete Variety von Plänen bei Netflix eine eigene Serie mit dem Titel „The Forgotten Realms“, im Team sind Drew Crevello und Shawn Levy.

## Computerspiele
D&D inspirierte bereits kurz nach seinem Erscheinen Hobbyprogrammierer im universitären Umfeld zur Entwicklung von Computerspielvarianten. Zu den frühesten noch bekannten Titeln zählten etwa dnd (1974 für PLATO) und Dungeon (1975 für PDP-10). Die ersten offiziell lizenzierten Spiele kamen zwischen 1980 und 1982 von der Firma Mattel.
Mit dem 1987 geschlossenen exklusiven Lizenzabkommen zwischen TSR und Spielepublisher SSI erschienen mehrere erfolgreiche und zum Teil prägende Titel, beginnend mit der Gold-Box-Reihe (u. a. Pool of Radiance) und zwischenzeitlichen Höhenpunkten wie der mit Echtzeit-Spielmechanik entwickelten Trilogie Eye of the Beholder oder dem ersten grafischen MMORPG Neverwinter Nights. Mit zunehmender Dauer blieben die Veröffentlichungen jedoch sowohl beim Umsatz als auch den Kritiken hinter den Erwartungen zurück. Als der Vertrag mit SSI Mitte 1995 auslief, teilte TSR die Rechte für die verschiedenen Kampagnenwelten auf mehrere Hersteller auf. Größere Verkaufs- und Wertungserfolge konnte jedoch nur Interplay Entertainment erzielen, das sich die Lizenzen für die Vergessenen Reiche und Planescape gesichert hatte. Mit Hilfe der von BioWare entwickelten Infinity-Engine entstanden PC-Spiele wie Baldur’s Gate sowie das von den Black Isle Studios entwickelte Planescape: Torment und Icewind Dale. Vor allem Baldur’s Gate wurde ein großer Anteil am Wiedererstarken des Rollenspiel-Genres im Computerspielbereich bescheinigt. Auch das auf die Spielkonsole PlayStation 2 zugeschnittene Action-Rollenspiel Dark Alliance konnte sowohl bei Kritikern als auch im Verkauf überzeugen.
Mit dem allmählichen Auslaufen der Einzellizenzen und der Reduzierung der Kampagnenwelten unter Wizards of the Coast wurde auch die Computerspiellizenz wieder vollständig und exklusiv an den französischen Publisher Atari vergeben. Sämtliche von Atari veröffentlichten Spiele basierten auf der neuen Edition 3 bzw. 3.5 von D&D. Mit dem von BioWare entwickelten und ebenfalls Neverwinter Nights benannten PC-Spiel erschien 2003 ein erfolgreich auf Modding und Multiplayer-Spielweise ausgelegter Titel. Andere Veröffentlichungen, etwa das in der neuen Kampagnenwelt Eberron angesiedelte Echtzeit-Strategiespiel Dragonshard oder das MMORPG Dungeons & Dragons Online (Stormreach), blieben dagegen hinter den Erwartungen zurück. Lediglich BioWare konnte mit dem Star-Wars-Rollenspiel Knights of the Old Republic an seine Erfolge mit Baldur’s Gate und Neverwinter Nights anschließen, verwendete dafür aber keine D&D-Lizenz, sondern die offenen, auf dem D&D-System basierenden d20-Regeln. Das noch unter Atari angestoßene MMORPG Neverwinter wechselte 2011 mit dem Verkauf des Entwicklers Cryptic Studios zu Perfect World Entertainment, der es mit einem Free-to-play-Geschäftsmodell betrieb und später auch auf Konsolen portieren ließ.
Ebenfalls 2011 endete Ataris Lizenz, und Rechteinhaber Wizards of the Coast / Hasbro vergab mehrfach Rechte an verschiedene kleinere Entwickler. Das von ehemaligen Bioware-Mitarbeitern gegründete Beamdog brachte zwischen 2012 und 2018 überarbeitete und erweiterte Versionen der Infinity-Spiele und Neverwinter Nights für PC, Smartphones und Tablets auf den Markt, während n-Space erfolglos versuchte mit Sword Coast Legends an das Prinzip von Neverwinter Nights anzuschließen. Es folgten kleinere Produktionen für Smartphone/Tablet und Portierungen von Brettspielen, darunter das von Playdek portierte Lords of Waterdeep und Tales from Candlekeep: Tomb of Annihilation von BKOM Studios.

## Ehrung
- 2017: Aufnahme in die Science Fiction Hall of Fame[19]